# 奇兰福尔斯
奇兰福尔斯，美国华盛顿州奇兰县的一个普查设定居民点，位于哥伦比亚河与奇兰河汇合处。总人口329（2010年）。